# Portrait de Michael Wolgemut
Le Portrait de Michael Wolgemut est une peinture à l'huile sur panneau de tilleul (29 x 27 cm) de l'artiste allemand Albrecht Dürer, signée et datée de 1516, et conservée au Germanisches Nationalmuseum de Nuremberg.

## Histoire
Michael Wolgemut fut, après son père Albrecht Dürer l'Ancien, le premier professeur du jeune Dürer, auprès duquel il apprit, de 1486 à 1489, les rudiments des techniques artistiques, notamment celles liées aux gravures, qui eurent tant d'importance dans sa carrière artistique. Il devait toujours rester en bons termes avec le maître, comme en témoigne ce portrait peint en 1516, alors qu'il était déjà âgé. Lorsque Wolgemut mourut trois ans plus tard, Dürer nota sur le tableau : « Il avait 82 ans et vécut jusqu'en 1519, date à laquelle il mourut le matin de la Saint-André, avant le lever du soleil ».
Si l'on exclut certains portraits d'identification incertaine d'artistes de l'atelier de Verrocchio à Florence, datables du tournant des XVe et XVIe siècles, cette œuvre est le premier portrait certain d'un peintre en tant que sujet indépendant, autre qu'un autoportrait. 

## Description et style
L'artiste âgé est représenté avec un chapeau noir étroitement enroulé autour de sa tête et une veste bordée de fourrure, la robe représentative typique de la riche bourgeoisie de l'époque. Le foulard noué sur la tête est plutôt typique de son métier d'artiste, pour protéger les cheveux des éclaboussures de couleur.
Le regard, orienté à l'opposé du spectateur, a conduit à l'hypothèse que le portrait avait un pendant dans un tableau avec la femme de l'homme, dont, cependant, il n'existe pas de notes.